# Alberto IV de Sajonia-Lauenburgo
Alberto IV de Sajonia-Lauenburgo (1315-1343) fue el hijo mayor de Juan II de Sajonia-Lauenburgo e Isabel de Holstein-Rendsburg (h. 1300-antes de 1340), hermana de Gerardo III el Grande. En 1321 Alberto IV sucedió a su padre como duque de Sajonia-Bergedorf-Mölln, un ducado derivado de Sajonia-Lauenburgo, desempeñándose su madre como regente, antes de que ella se volviera a casar con Eric Christoffersen (1307-1331), hijo del rey Cristóbal II y cogobernante en Dinamarca. 

## Matrimonios y descendencia
Alberto se casó dos veces: la primera en 1334 con la Beate von Schwerin (?-antes de 1341), hija de Gunzelin VI, conde de Schwerin, y la segunda, en 1341,con Sofía de Werle-Güstrow (1329-5 de septiembre de 1364), hija del señor Juan II de Werle-Güstrow. Ambas esposas actuaron también como consortes sajonas. Con la beata de Schwerin, Alberto tuvo los siguientes hijos:
- Juan III (mediados de los años 1330-1356)
- Alberto V (mediados de los años 1330-1370)
- Erico III (mediados de los años 1330-1401)